# Стенето
„Стенето“ е резерват, разположен в Национален парк „Централен Балкан“, Стара планина, България.

## География
През съществуването си резервата многократно е променял своите граници и е един от най-големите резервати в национален парк Централен Балкан. Неговата площ е над 3500 хектара. Той обхваща цялото горно течение на река Черни Осъм. Мястото предлага възможност за изучаване на природата без върху нея да е оказано влиянието на човека.
Релефът на резервата е силно разчленен и разнообразен. В местностите Хайдушко играло и Бивола има отвесни скали с височина 150 м. В резервата могат да се видят и скални образувания с фантастична форма, както и пещери, кухини в скалите и др. В границите на „Стенето“ се намира едноименното ждрело. Местността има добре развита карстова основа, което е предпоставка за образуването на карстови пещери и други карстови форми. В резервата се намира една от дългите карстови пещери в България – Куманица, която има дължина от близо 2000 метра. Тук е разположена и втората най-дълбока пропастна пещера в България – Райчова дупка, дълбока 377 метра.

## Основаване и статут
През 1963 г. местността „Стенето“ е обявена за народен парк, като тогавашната площ на защитената територия е около 1607 хектара. Обявен е за резерват с обща площ 3578,8 хектара със Заповед No.214 на Комитета за опазване на природната среда при Министерски съвет от 05.04.1979 година, и се превръща в най-големия природен резарват в рамките на Национален парк „Централен Балкан“. „Стенето“ има площ от близо 3579 хектара. По-късно заедно с други български резервати той е включен в световната мрежа на биосферните резервати по прогарамата на ЮНЕСКО „Човек и биосфера“.

## Флора
Разнообразният релеф и голямата площ на резервата предразполагат към развитието на голям брой растителни видове. Установени са повече от 1000 различни вида растения. В резервата се опазват първични горски системи, които са типични за средната част на Стара планина. 79% от горите са чисти букови гори, които на места са на възраст над 200 години, като се срещат и отделни групи от дървета на възраст от 320 години. Срещат се и смесени широколистни гори: габър, дъб, явор, както и малко иглолистни гори от ела и обикновен смърч. От голямо значение са растенията тис, казашка хвойна и силивряк. В резерват Стенето се намира едно от най-големите находища на лавровишна в България.

## Фауна
„Стенето“ е резерватът, в който са установени по-голям брой птици от всички старопланински резервати. Срещат се редки птици като царският и малкият орел, Египетски лешояд, белоглав лешояд, Орел змияр, соколът орко, уралската улулица, както и кълвач, сова и голям брой горски пойни птици. От бозайниите се срещат два редки вида: кафявата мечка, която е изчезнала от почти цяла Европа и видрата, която се среща само в незамърсени води.
Около 100 от видовете животни, които се срещат тук са включени в различни списъци на защитени животни.